# Schauinsland-Reisen-Arena
La Schauinsland-Reisen-Arena (anciennement MSV-Arena) est un stade de football situé à Duisbourg dans le Land du Rhénanie-du-Nord-Westphalie en Allemagne.
Sa capacité est de 31 500 places dont environ 23 000 places assises et 7 000 debout, il dispose de 41 loges ainsi que 1 049 "business seats".

## Évènements
- Jeux mondiaux de 2005
- Finale de la Supercoupe de Turquie de football, 17 août 2008
- Phase finale de la Ligue Europa 2019-2020

## Galerie

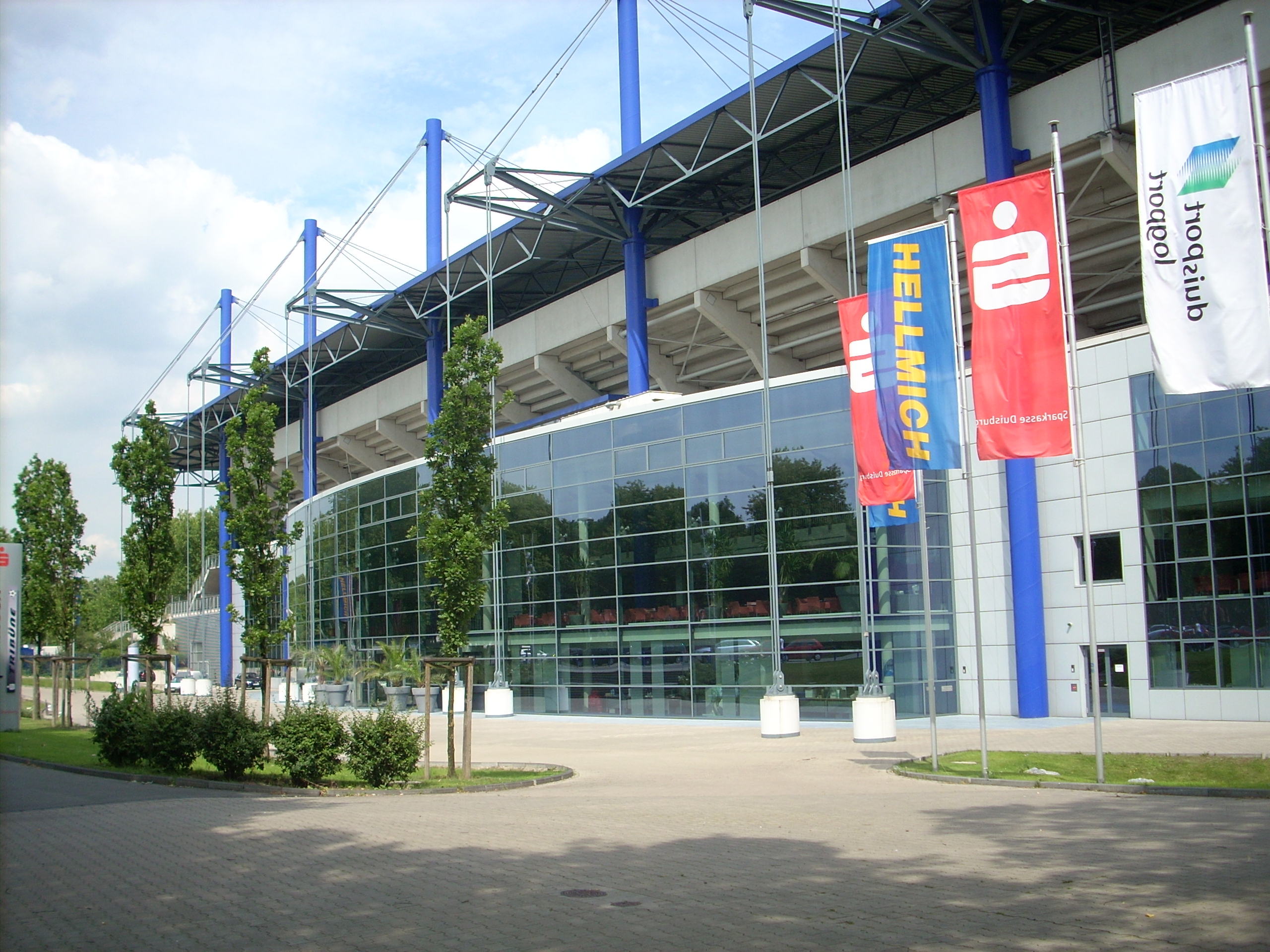
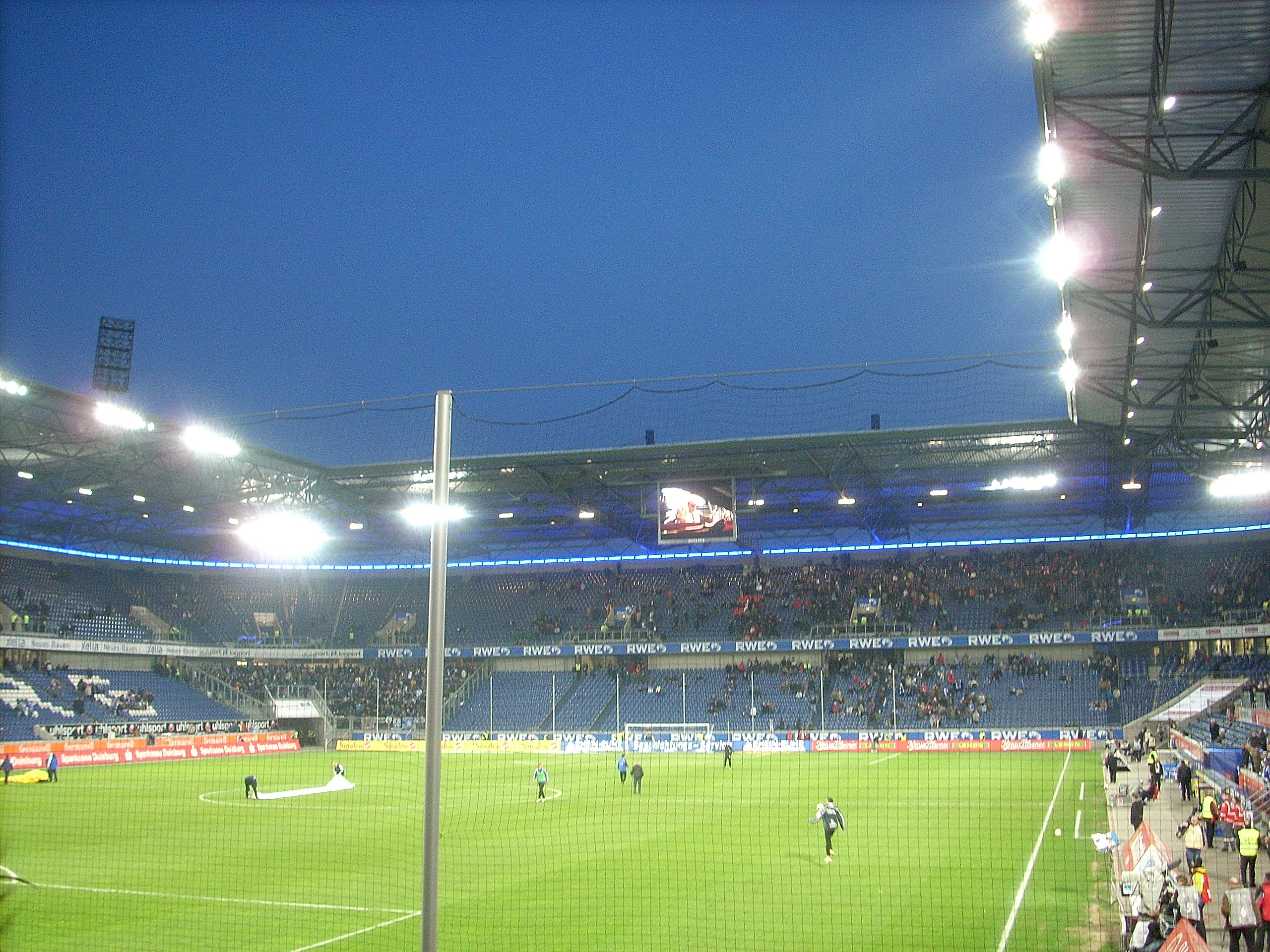
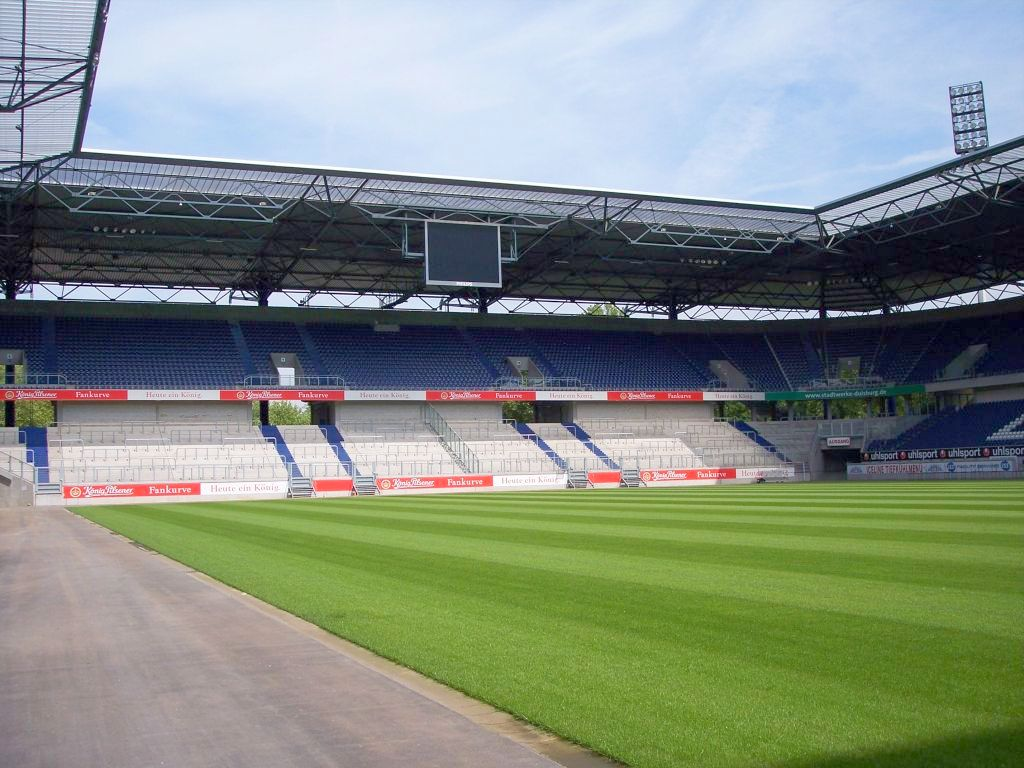
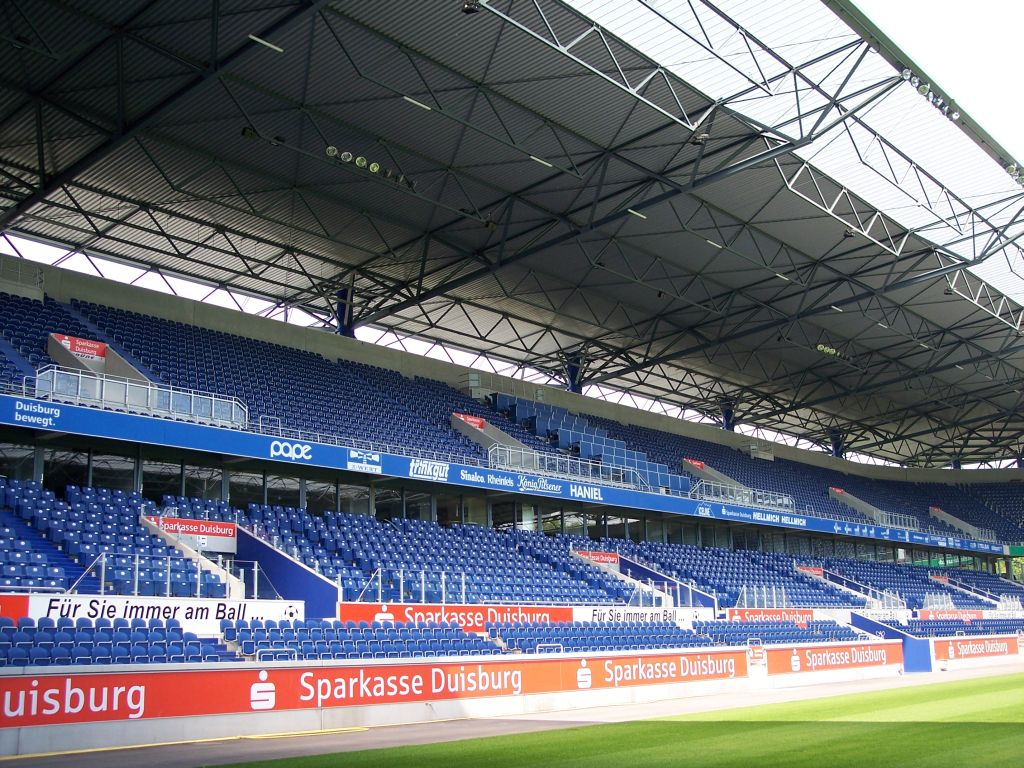